# Collegio elettorale di Cuglieri II
Il collegio elettorale di Cuglieri II è stato un collegio elettorale uninominale del Regno di Sardegna in provincia di Nuoro. Fu istituito con il Regio editto del 17 marzo 1848. Comprendeva il solo mandamento di Cuglieri.
Con la riforma dei collegi dell'isola di Sardegna del 1856 il territorio fu incluso nel collegio di Bosa.

## Dati elettorali
Nel collegio si svolsero votazioni per le prime cinque legislature del Regno di Sardegna. 

### I legislatura
Le votazioni si svolsero in 222 collegi uninominali a doppio turno. Come previsto dal decreto n. 680 del 17 marzo 1848, era eletto al primo turno il candidato che «riunisce in suo favore più del terzo dei voti del total numero dei membri componenti il collegio e più della metà dei suffragi dati dai votanti presenti all'adunanza» (art. 92). Se nessun candidato era eletto, al ballottaggio tra i due candidati con più voti era eletto chi otteneva il maggior numero di voti (art. 93) o, in caso di ugual numero di voti, il maggiore d'età (art. 94).
| Partito                            | Partito                            | Candidato                          | Primo turno 17 aprile 1848 | Primo turno 17 aprile 1848 | Ballottaggio 18 aprile 1848 | Ballottaggio 18 aprile 1848 |
| Partito                            | Partito                            | Candidato                          | Voti                       | %                          | Voti                        | %                           |
| ---------------------------------- | ---------------------------------- | ---------------------------------- | -------------------------- | -------------------------- | --------------------------- | --------------------------- |
|                                    | —                                  | Giuseppe Luigi Passino             | 69                         | 60,53                      | 106                         | 63,10                       |
|                                    | —                                  | Francesco Guillot                  | 45                         | 39,47                      | 62                          | 36,90                       |
|                                    |                                    |                                    |                            |                            |                             |                             |
| Iscritti                           | Iscritti                           | Iscritti                           | 229                        | 100,00                     | 229                         | 100,00                      |
| ↳ Votanti (% su iscritti)          | ↳ Votanti (% su iscritti)          | ↳ Votanti (% su iscritti)          | 175                        | 76,42                      | 168                         | 73,36                       |
| ↳ Voti validi (% su votanti)       | ↳ Voti validi (% su votanti)       | ↳ Voti validi (% su votanti)       | 114                        | 65,14                      | 168                         | 100,00                      |
| ↳ Schede non valide (% su votanti) | ↳ Schede non valide (% su votanti) | ↳ Schede non valide (% su votanti) | 61                         | 34,86                      | 0                           | 0,00                        |
| ↳ Astenuti (% su iscritti)         | ↳ Astenuti (% su iscritti)         | ↳ Astenuti (% su iscritti)         | 54                         | 23,58                      | 61                          | 26,64                       |

### II legislatura
Le votazioni si svolsero in 222 collegi uninominali a doppio turno con la stessa normativa precedente (al primo turno un numero di voti maggiore di un terzo degli iscritti).
| Partito                            | Partito                            | Candidato                          | Primo turno 15 gennaio 1849 | Primo turno 15 gennaio 1849 | Ballottaggio 16 gennaio 1849 | Ballottaggio 16 gennaio 1849 |
| Partito                            | Partito                            | Candidato                          | Voti                        | %                           | Voti                         | %                            |
| ---------------------------------- | ---------------------------------- | ---------------------------------- | --------------------------- | --------------------------- | ---------------------------- | ---------------------------- |
|                                    | —                                  | Giuseppe Luigi Passino             | 23                          | 32,39                       | 59                           | 56,19                        |
|                                    | —                                  | Francesco Guillot                  | 48                          | 67,61                       | 46                           | 43,81                        |
|                                    |                                    |                                    |                             |                             |                              |                              |
| Iscritti                           | Iscritti                           | Iscritti                           | 229                         | 100,00                      | 229                          | 100,00                       |
| ↳ Votanti (% su iscritti)          | ↳ Votanti (% su iscritti)          | ↳ Votanti (% su iscritti)          | 72                          | 31,44                       | 106                          | 46,29                        |
| ↳ Voti validi (% su votanti)       | ↳ Voti validi (% su votanti)       | ↳ Voti validi (% su votanti)       | 71                          | 98,61                       | 105                          | 99,06                        |
| ↳ Schede non valide (% su votanti) | ↳ Schede non valide (% su votanti) | ↳ Schede non valide (% su votanti) | 1                           | 1,39                        | 1                            | 0,94                         |
| ↳ Astenuti (% su iscritti)         | ↳ Astenuti (% su iscritti)         | ↳ Astenuti (% su iscritti)         | 157                         | 68,56                       | 123                          | 53,71                        |

"Nella tornata del 7 febbraio la Camera deliberò un'inchiesta per disordini e pressioni avvenute durante l'elezione. I risultati dell'inchiesta non furono presentati durante la Legislatura". 

### III legislatura
Le votazioni si svolsero in 204 collegi uninominali a doppio turno con la normativa del 1848 (al primo turno un numero di voti maggiore di un terzo degli iscritti).
| Partito                            | Partito                            | Candidato                          | Primo turno 22 luglio 1849 | Primo turno 22 luglio 1849 | Ballottaggio 23 luglio 1849 | Ballottaggio 23 luglio 1849 |
| Partito                            | Partito                            | Candidato                          | Voti                       | %                          | Voti                        | %                           |
| ---------------------------------- | ---------------------------------- | ---------------------------------- | -------------------------- | -------------------------- | --------------------------- | --------------------------- |
|                                    | —                                  | Giovanni Battista Spano            | 121                        | 49,19                      | 128                         | 52,03                       |
|                                    | —                                  | Giuseppe Luigi Passino             | 125                        | 50,81                      | 118                         | 47,97                       |
|                                    |                                    |                                    |                            |                            |                             |                             |
| Iscritti                           | Iscritti                           | Iscritti                           | 229                        | 100,00                     | 229                         | 100,00                      |
| ↳ Votanti (% su iscritti)          | ↳ Votanti (% su iscritti)          | ↳ Votanti (% su iscritti)          | 270                        | 117,90                     | 250                         | 109,17                      |
| ↳ Voti validi (% su votanti)       | ↳ Voti validi (% su votanti)       | ↳ Voti validi (% su votanti)       | 246                        | 91,11                      | 246                         | 98,40                       |
| ↳ Schede non valide (% su votanti) | ↳ Schede non valide (% su votanti) | ↳ Schede non valide (% su votanti) | 24                         | 8,89                       | 4                           | 1,60                        |
| ↳ Astenuti (% su iscritti)         | ↳ Astenuti (% su iscritti)         | ↳ Astenuti (% su iscritti)         | -41                        | -17,90                     | -21                         | -9,17                       |

"Nella tornata del 7 agosto 1849 la Camera deliberò un'inchiesta per appurare fatti di intimidazioni, minacce e brogli commessi dall'ufficio elettorale, di cui in cinque proteste presentate. Riferiti i risultati dell'inchiesta il 22 ottobre 1819, la Camera sospese il giudizio sulla validità delle elezioni dei due collegi di Cuglieri ordinando nuove indagini. Di queste la Camera non ebbe notizia per la chiusura della Legislatura".

### IV legislatura
Le votazioni si svolsero in 204 collegi uninominali a doppio turno con la normativa del 1848 (al primo turno un numero di voti maggiore di un terzo degli iscritti).
| Partito                            | Partito                            | Candidato                          | Risultati 13 dicembre 1849 | Risultati 13 dicembre 1849 |
| Partito                            | Partito                            | Candidato                          | Voti                       | %                          |
| ---------------------------------- | ---------------------------------- | ---------------------------------- | -------------------------- | -------------------------- |
|                                    | —                                  | Giovanni Battista Spano            | 207                        | 68,54                      |
|                                    | —                                  | Giuseppe Luigi Passino             | 95                         | 31,46                      |
|                                    |                                    |                                    |                            |                            |
| Iscritti                           | Iscritti                           | Iscritti                           | 545                        | 100,00                     |
| ↳ Votanti (% su iscritti)          | ↳ Votanti (% su iscritti)          | ↳ Votanti (% su iscritti)          | 334                        | 61,28                      |
| ↳ Voti validi (% su votanti)       | ↳ Voti validi (% su votanti)       | ↳ Voti validi (% su votanti)       | 302                        | 90,42                      |
| ↳ Schede non valide (% su votanti) | ↳ Schede non valide (% su votanti) | ↳ Schede non valide (% su votanti) | 32                         | 9,58                       |
| ↳ Astenuti (% su iscritti)         | ↳ Astenuti (% su iscritti)         | ↳ Astenuti (% su iscritti)         | 211                        | 38,72                      |

L'onorevole Spano, che era un capitano, il 2 gennaio 1851 fu promosso a maggiore e conseguentemente decadde dalla carica. Il collegio fu riconvocato.
| Partito                            | Partito                            | Candidato                          | Primo turno 26 gennaio 1851 | Primo turno 26 gennaio 1851 | Ballottaggio 27 gennaio 1851 | Ballottaggio 27 gennaio 1851 |
| Partito                            | Partito                            | Candidato                          | Voti                        | %                           | Voti                         | %                            |
| ---------------------------------- | ---------------------------------- | ---------------------------------- | --------------------------- | --------------------------- | ---------------------------- | ---------------------------- |
|                                    | —                                  | Giovanni Battista Spano            | 101                         | 85,59                       | 83                           | 95,40                        |
|                                    | —                                  | Nino Gavino                        | 17                          | 14,41                       | 4                            | 4,60                         |
|                                    |                                    |                                    |                             |                             |                              |                              |
| Iscritti                           | Iscritti                           | Iscritti                           | 583                         | 100,00                      | 583                          | 100,00                       |
| ↳ Votanti (% su iscritti)          | ↳ Votanti (% su iscritti)          | ↳ Votanti (% su iscritti)          | 122                         | 20,93                       | 87                           | 14,92                        |
| ↳ Voti validi (% su votanti)       | ↳ Voti validi (% su votanti)       | ↳ Voti validi (% su votanti)       | 118                         | 96,72                       | 87                           | 100,00                       |
| ↳ Schede non valide (% su votanti) | ↳ Schede non valide (% su votanti) | ↳ Schede non valide (% su votanti) | 4                           | 3,28                        | 0                            | 0,00                         |
| ↳ Astenuti (% su iscritti)         | ↳ Astenuti (% su iscritti)         | ↳ Astenuti (% su iscritti)         | 461                         | 79,07                       | 496                          | 85,08                        |

L'elezione  fu annullata il 6 febbraio 1851 perché il completo il numero dei deputati impiegati era completo. Il collegio fu riconvocato.
| Partito                            | Partito                            | Candidato                          | Primo turno 2 marzo 1851 | Primo turno 2 marzo 1851 | Ballottaggio 3 marzo 1851 | Ballottaggio 3 marzo 1851 |
| Partito                            | Partito                            | Candidato                          | Voti                     | %                        | Voti                      | %                         |
| ---------------------------------- | ---------------------------------- | ---------------------------------- | ------------------------ | ------------------------ | ------------------------- | ------------------------- |
|                                    | —                                  | Ruggero di Salmour                 | 38                       | 97,44                    | 55                        | 98,21                     |
|                                    | —                                  | Serafino Santoni                   | 1                        | 2,56                     | 1                         | 1,79                      |
|                                    |                                    |                                    |                          |                          |                           |                           |
| Iscritti                           | Iscritti                           | Iscritti                           | 583                      | 100,00                   | 583                       | 100,00                    |
| ↳ Votanti (% su iscritti)          | ↳ Votanti (% su iscritti)          | ↳ Votanti (% su iscritti)          | 39                       | 6,69                     | 57                        | 9,78                      |
| ↳ Voti validi (% su votanti)       | ↳ Voti validi (% su votanti)       | ↳ Voti validi (% su votanti)       | 39                       | 100,00                   | 56                        | 98,25                     |
| ↳ Schede non valide (% su votanti) | ↳ Schede non valide (% su votanti) | ↳ Schede non valide (% su votanti) | 0                        | 0,00                     | 1                         | 1,75                      |
| ↳ Astenuti (% su iscritti)         | ↳ Astenuti (% su iscritti)         | ↳ Astenuti (% su iscritti)         | 544                      | 93,31                    | 526                       | 90,22                     |

### V legislatura
Le votazioni si svolsero in 204 collegi uninominali a doppio turno con la normativa del 1848 (al primo turno un numero di voti maggiore di un terzo degli iscritti).
| Partito                            | Partito                            | Candidato                          | Primo turno 8 dicembre 1853 | Primo turno 8 dicembre 1853 | Ballottaggio 9 dicembre 1853 | Ballottaggio 9 dicembre 1853 |
| Partito                            | Partito                            | Candidato                          | Voti                        | %                           | Voti                         | %                            |
| ---------------------------------- | ---------------------------------- | ---------------------------------- | --------------------------- | --------------------------- | ---------------------------- | ---------------------------- |
|                                    | —                                  | Gavino Delitala                    | 34                          | 43,04                       | 96                           | 56,47                        |
|                                    | —                                  | Francesco Spano                    | 45                          | 56,96                       | 74                           | 43,53                        |
|                                    |                                    |                                    |                             |                             |                              |                              |
| Iscritti                           | Iscritti                           | Iscritti                           | 567                         | 100,00                      | 567                          | 100,00                       |
| ↳ Votanti (% su iscritti)          | ↳ Votanti (% su iscritti)          | ↳ Votanti (% su iscritti)          | 182                         | 32,10                       | 174                          | 30,69                        |
| ↳ Voti validi (% su votanti)       | ↳ Voti validi (% su votanti)       | ↳ Voti validi (% su votanti)       | 79                          | 43,41                       | 170                          | 97,70                        |
| ↳ Schede non valide (% su votanti) | ↳ Schede non valide (% su votanti) | ↳ Schede non valide (% su votanti) | 103                         | 56,59                       | 4                            | 2,30                         |
| ↳ Astenuti (% su iscritti)         | ↳ Astenuti (% su iscritti)         | ↳ Astenuti (% su iscritti)         | 385                         | 67,90                       | 393                          | 69,31                        |

Nella seduta del 3 gennaio 1853, in seguito a sorteggio, rimase deputato del I collegio di Cuglieri. Il collegio fu riconvocato.
| Partito                            | Partito                            | Candidato                          | Primo turno 22 gennaio 1854 | Primo turno 22 gennaio 1854 | Ballottaggio 23 gennaio 1854 | Ballottaggio 23 gennaio 1854 |
| Partito                            | Partito                            | Candidato                          | Voti                        | %                           | Voti                         | %                            |
| ---------------------------------- | ---------------------------------- | ---------------------------------- | --------------------------- | --------------------------- | ---------------------------- | ---------------------------- |
|                                    | —                                  | Serafino Naytana                   | 59                          | 42,14                       | 131                          | 52,82                        |
|                                    | —                                  | Francesco Spano                    | 81                          | 57,86                       | 117                          | 47,18                        |
|                                    |                                    |                                    |                             |                             |                              |                              |
| Iscritti                           | Iscritti                           | Iscritti                           | 567                         | 100,00                      | 567                          | 100,00                       |
| ↳ Votanti (% su iscritti)          | ↳ Votanti (% su iscritti)          | ↳ Votanti (% su iscritti)          | 221                         | 38,98                       | 251                          | 44,27                        |
| ↳ Voti validi (% su votanti)       | ↳ Voti validi (% su votanti)       | ↳ Voti validi (% su votanti)       | 140                         | 63,35                       | 248                          | 98,80                        |
| ↳ Schede non valide (% su votanti) | ↳ Schede non valide (% su votanti) | ↳ Schede non valide (% su votanti) | 81                          | 36,65                       | 3                            | 1,20                         |
| ↳ Astenuti (% su iscritti)         | ↳ Astenuti (% su iscritti)         | ↳ Astenuti (% su iscritti)         | 346                         | 61,02                       | 316                          | 55,73                        |

"Cessò il 28 settembre 1855 per promozione dalla 4ª alla 3ª classe. In questa occasione il deputato Sineo sostenne la tesi che la vacanza del collegio non può riconoscersi dalla Presidenza della Camera, ma deve essere esclusivamente dichiarata dalla Camera". Il collegio fu riconvocato.
| Partito                            | Partito                            | Candidato                          | Primo turno 25 novembre 1855 | Primo turno 25 novembre 1855 | Ballottaggio 26 novembre 1855 | Ballottaggio 26 novembre 1855 |
| Partito                            | Partito                            | Candidato                          | Voti                         | %                            | Voti                          | %                             |
| ---------------------------------- | ---------------------------------- | ---------------------------------- | ---------------------------- | ---------------------------- | ----------------------------- | ----------------------------- |
|                                    | —                                  | Serafino Naytana                   | 58                           | 98,31                        | 44                            | 100,00                        |
|                                    | —                                  | Serafino Naytana-Carta             | 1                            | 1,69                         |                               |                               |
|                                    |                                    |                                    |                              |                              |                               |                               |
| Iscritti                           | Iscritti                           | Iscritti                           | 579                          | 100,00                       | 579                           | 100,00                        |
| ↳ Votanti (% su iscritti)          | ↳ Votanti (% su iscritti)          | ↳ Votanti (% su iscritti)          | 60                           | 10,36                        | 44                            | 7,60                          |
| ↳ Voti validi (% su votanti)       | ↳ Voti validi (% su votanti)       | ↳ Voti validi (% su votanti)       | 59                           | 98,33                        | 44                            | 100,00                        |
| ↳ Schede non valide (% su votanti) | ↳ Schede non valide (% su votanti) | ↳ Schede non valide (% su votanti) | 1                            | 1,67                         | 0                             | 0,00                          |
| ↳ Astenuti (% su iscritti)         | ↳ Astenuti (% su iscritti)         | ↳ Astenuti (% su iscritti)         | 519                          | 89,64                        | 535                           | 92,40                         |